# Fotos

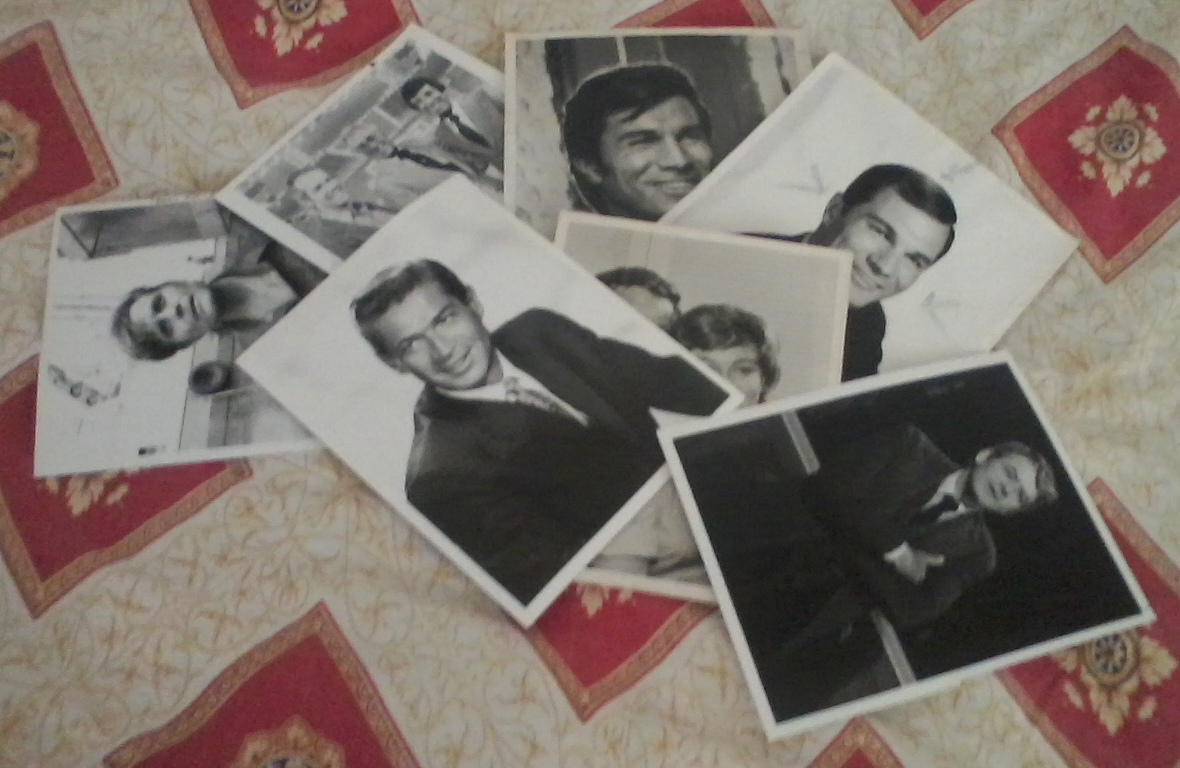
Fotosy filmowe

Fotos – fotografia, zdjęcie z filmu lub sztuki zwykle przedstawiające aktora lub scenę z filmu. Fotosy mogą być wykonywane na planie zdjęciowym, podczas kręcenia zdjęć, przez fotosistę. Służą do późniejszej reklamy, np. przez produkcję plakatów, ogłoszeń internetowych itp. Fotosy wykorzystywane są też do dokumentacji filmu lub sztuki, późniejszych opracowań i jako pamiątki.